# Summerland
Summerland là một bộ phim truyền hình của Mỹ được trình chiếu từ 1 tháng 6 năm 2004 tới 18 tháng 7 năm 2005.

## Vai diễn
Lori Loughlin vào vai Ava Gregory
Ava Gregory là diễn viên chính trong bộ phim truyền hình Summerland. Cô vào khoảng 30 tuổi và nuôi dưỡng ba đứa cháu của mình là Bradin, Nikki và Derrick Westerly sau khi bố mẹ của chúng chết. Cô sống ở một ngôi nhà cũ với ba đứa trẻ, với bạn trai Johny, bạn thân Suzannah và một người bạn khác là Jay. Họ sống ở một thị trấn nhỏ ở California. Ava có một cuộc sống khó khăn với stress của một nhà thiết kế thời trang và với cháu trai và cháu gái của cô. Bradin gặp phải rất nhiều rắc rối (trong những năm cuối của tuổi teen) với các cô gái, sex, các chất kích thích, cồn và trường học. Cháu gái 14 tuổi, Nikki cần được giúp đỡ để vượt qua cái chết của bố mẹ. Cháu trai 10 tuổi, Derrick có nhiều vấn đề nhất với những hành động kì quái sau với cái chết của bố mẹ.
Shawn Christian as Johnny Durant
Merrin Dungey as Susannah Rexford
Ryan Kwanten as Jay Robertson
Jesse McCartney as Bradin Westerly
Ở phần 1, Bradin, với em trai, Derrick và em gái Nikki, mất bố mẹ ở một thung lũng gần nhà họ khi họ bị lũ cuốn. Khi cậu và hai em của mình tới Playa Linda, California, cậu gặp phải rất nhiều rắc rối. Cậu về nhà trong tình trạng say rượu và gây gổ với bạn của Ava, Jay Robertson, được thể hiện bởi Ryan Kwanten vì Bradin nhìn thấy Jay hôn cô giáo dạy trượt ván của cậu, Erika Spalding, được thể hiện bởi Taylor Cole. Cậu đánh nhau với Tanner, được thể hiện bởi Riley Smith, vì đã quấy rầy Erika. Sau đó cậu gặp Sarah Borden, thể hiện bởi Sara Paxton, người mà cậu đã quan hệ trước đó. Sau đó, cậu sa vào rắc rối với Sarah, khiến cậu bị cảnh sát bắt, thay vì Sarah.
Kay Panabaker as Nikki Westerly
Nick Benson as Derrick Westerly
Taylor Cole as Erika Spalding
Zac Efron as Cameron Bale
Cameron Bale sinh ra ở Playa Linda, cậu là bạn thân nhất với Nikki Westerly. Sau đó, suốt phần 2, cậu trở thành bạn trai của Nikki. Cũng sau đó, họ chia tay vì cả hai đều có rắc rối riêng trong cuộc sống. Trong tập Safe House, Cameron đề cập đến rằng cha của cậu Kyle đã sỉ nhục cậu, đập vỡ máy nghe nhạc của cậu, sau đó Cameron nói với Nikki rằng cô phải hứa không được kể với ai. Sao đó, cô nói với Ava và cô lo lắng và sợ sệt thay cho cậu, rồi cô nói với Kyle về những vấn đề về việc uống rượu của ông.